# مجزرة دوما
مجزرة دوما هي مجزرة وقعت يوم الأحد بتاريخ 16 أغسطس 2015 في مدينة دوما. قتل فيها أكثر من 110 شخص وأصيب 300 آخرين، بحسب أفادة ناشطون سوريين والذين أوضحوا أن الطيران السوري التابع لنظام بشار قصف بالصواريخ الفراغية سوقاً شعبية في قلب المدينة المحاصرة.

## ردود الفعل
وصف المرصد السوري لحقوق الإنسان الضربات الجوية بأنه «مذبحة رسمية.» وقال مصدر عسكري سوري لرويترز ان القوات الجوية السورية نفذت غارات في دوما وحرستا استهدفت مقرات لجيش الإسلام بحسب وصفه.
وذكر الائتلاف الوطني لقوى الثورة والمعارضة السورية الذي يتخذ من تركيا مقر له، أن الهجوم كان يهدف إلى إسقاط أكبر عدد ممكن من الضحايا المدنيين.
وقال مساعد الأمين العام للأمم المتحدة للشؤون الإنسانية ستيفن أوبراين، انه يشعر بالرعب من الهجمات على المدنيين في سوريا واكد ان«الهجمات على المدنيين أمر غير قانوني، وغير مقبول، ويجب أن يتوقف». وفي السياق نفسه نددت الولايات المتحدة بما أسمته «استخفاف النظام السوري بحياة البشر» ودانت بشدة الغارات الجوية التي شنها النظام السوري على مدينة دوما في ريف دمشق التي خلفت نحو مائة قتيل ووصفتها ب «الوحشية».